# Abe Attell
Abraham Washington „Abe” Attell (ur. 22 lutego 1883 w San Francisco, zm. 7 lutego 1970 w New Paltz w stanie Nowy Jork) – amerykański bokser, zawodowy mistrz świata kategorii piórkowej.
Pochodził z rodziny imigrantów żydowskich. Pierwszą walkę zawodową stoczył w 1900. W 1901 dwukrotnie zremisował i raz wygrał z byłym mistrzem świata w wadze piórkowej George'em Dixonem. W następnym roku zremisował i pokonał Kida Broada oraz wygrał z Aurelio Herrerą. 
3 września 1903 w Saint Louis zmierzył się w pojedynku o wakujący tytuł mistrza świata wagi piórkowej z Johnnym Reaganem i wygrał po 20 rundach na punkty. W 1904 pokonał w obronie tytułu dwukrotnie Harry'ego Forbesa i ponownie Reagana oraz wygrał w towarzyskiej walce z Aurelio Herrerą, lecz 13 października tego roku w Saint Louis stracił mistrzostwo po porażce z Tommym Sullivanem przez nokaut w 5. rundzie. W 1905 m.in. pokonał po raz kolejny Forbesa i stoczył walkę no decision z Battlingiem Nelsonem.
Attell odzyskał mistrzostwo świata wagi piórkowej po pokonaniu Jimmy'ego Walsha 22 lutego 1906 w Chicago. W obronie tytułu wygrał lub zremisował do 1910 z takimi przeciwnikami, jak: Frankie Neil (dwukrotnie), Harry Baker (dwukrotnie), Billy DeCoursey, Walsh (dwukrotnie), Billy Kid Solomon, Freddie Weeks (dwukrotnie), Owen Moran (remis), Eddie Kelly (trzykrotnie), Biz Mackey (dwukrotnie), Tommy O'Toole, Johnny Moran i Johnny Kilbane. W walkach towarzyskich zremisowal z Battlingiem Nelsonem, przegrał z Freddiem Welshem oraz stoczył walki no decision z Adem Wolgastem, Jimem Driscollem i trzykrotnie z Owenem Moranem.
22 lutego 1912 w Vernon ponownie spotkał się w pojedynku o tytuł mistrza świata z Johnnym Kilbane'em i tym razem przegrał na punkty po 20. rundach. W tym samym roku przegrał z byłym mistrzem olimpijskim Oliverem Kirkiem, któremu zrewanżował się w 1913. W 1913 stoczył także m.in. walkę no decision z Jimmym Walshem i pokonał na punkty  George'a „KO” Chaneya. Po 1913 stoczył tylko 3 walki, ostatnią w 1917.
Attell utrzymywał kontakty z gangsterem Arnoldem Rothsteinem. W 1919 był zamieszany w aferę związaną z ustawianiem meczów baseballowych (skandal Black Sox), jednak nie udowodniono mu udziału w przestępstwie.
Dwóch braci Abe'a Attella, Monte („the Nob Hill Terror”) i Caesar („Two and a Half”) również było zawodowymi bokserami. Monte był w latach 1909-1910 mistrzem świata w wadze koguciej, co sprawiło, że Abe i Monte byli pierwszymi braćmi posiadającymi w tym samym czasie tytuły mistrza świata.
Stoczył w sumie 154 walki, z których wygrał 72, przegrał 9, zremisował 16, 53 były no decision, a 2 no contest. Został wybrany w 1990 do Międzynarodowej Bokserskiej Galerii Sławy.